# Edmund Bonner
Edmund Bonner est un théologien et évêque britannique. Né à Hanley (Worcester) vers 1500, il est mort le 5 septembre 1569 à Marshalsea.

## Biographie
Diplômé en droit civil et canonique (1519), Edmund Bonner est ordonné cette même année. En 1525, il est nommé docteur en droit civil. 
En faveur auprès du cardinal Wolsey dès 1529, il participe à des négociations avec Clément VIII, François Ier et Charles Quint (1533). Archidiacre de Leicester (1535), il est souvent utilisé pour des ambassades importantes dans les intérêts du roi. Chapelain d'Henri VIII, il devient évêque d'Hereford (27 novembre 1538), puis de Londres (1539-1549 puis 1553-1559) et soutient la royauté contre le pape. Il fut tristement célèbre pour son rôle dans la persécution des hérétiques sous le règne de Marie Tudor. Déposé, il est emprisonné puis libéré par Marie Tudor avant d'être de nouveau jeté en prison par ordre d'Élisabeth Ire pour avoir refusé le serment de suprématie.

## Écrit
- A profitable and necessarye doctryne with certayne homelies (1555)